# Athena (raketa)
Athena byla nosná raketa vyráběná společností Lockheed Martin. Raketa byla určená k dopravě vojenských, komerčních i vědeckých družic a sond. Všechny její stupně byly poháněny motory na tuhé pohonné látky. Během své služby prodělala raketa několik změn názvu. Původně se nazývala LLV (Lockheed Launch Vehicle), později se Lockheed spojil se společností Martin Marietta a raketa byla přejmenována na LMLV (Lockheed Martin Launch Vehicle). Od třetího startu byl název změněn na Athena a tento název už zůstal nezměněn. První start se konal 18. srpna 1995 a naposledy raketa startovala 30. září 2001. V roce 2017 Lockheed Martin oznámil, že starty rakety dále nenabízí zákazníkům.

## Varianty
Athena byla vyráběna ve verzích Athena I a Athena II. Byla plánována ještě verze Athena III, která měla být vybavena čtyřmi nebo šesti pomocnými motory Castor. Tato verze však nikdy nevzlétla a její vývoj byl zrušen.
Verze Athena I byla dvoustupňová. První stupeň byl odvozen z balistické rakety LGM-118 Peacekeeper a pod názvem Castor 120 jej vyráběla společnost Thiokol (dnes součást Alliant Techsystem). Druhý stupeň se nazývá Orbus 21D a vyráběla jej společnost United Technologies. Tento stupeň byl vyvinut na základě stupně Inertial Upper Stage, který byl používán pro vypouštění nákladů z nákladového prostoru raketoplánů Space Shuttle. Verze Athena II měla tři stupně, první dva byly Castor 120 a třetí byl Orbus 21D.
Pro konečné navedení nákladu na oběžnou dráhu byl u obou verzí používán modul OAM (Orbit Adjust Module). OAM byl vyvinut společností Primex Technologies, která byla poté převzata koncernem General Dynamics. Modul byl asi jeden metr dlouhý a obsahoval zařízení pro kontrolu výšky, telemetrické a komunikační jednotky a pohonný systém. K pohonu sloužily čtyři motory Aerojet MR-107 s přetlakovým cyklem. Jako palivo byl použit hydrazin, jednalo se tedy o jednosložkové palivo (monopropellant). Po odpojení nákladu provedl modul řadu manévrů pro oddálení od nákladu a poté zažehl motory a spálil zbytky paliva.

## Starty
Raketa startovala z obou hlavních amerických kosmodromů, Cape Canaveral Air Force Station i Vandenbergova letecká základna, jeden start se však konal i na Aljašském Kodiak Launch Complex. Celkem se konalo sedm startů, z čehož bylo pouze pět úspěšných.
| Sériové číslo | Typ       | Datum          | Kosmodrom      | Náklad                                     | výsledek |
| ------------- | --------- | -------------- | -------------- | ------------------------------------------ | -------- |
| DLV           | Athena I  | 15. srpna 1995 | Vandenberg     | GemStar 1                                  | neúspěch |
| LM-2          | Athena I  | 22. srpna 1997 | Vandenberg     | Lewis (SSTI 1)                             | úspěch   |
| LM-4          | Athena II | 7. ledna 1998  | Cape Canaveral | Lunar Prospector                           | úspěch   |
| LM-6          | Athena I  | 27. ledna 1999 | Cape Canaveral | ROCSAT 1                                   | úspěch   |
| LM-5          | Athena II | 27. dubna 1999 | Vandenberg     | Ikonos (1)                                 | neúspěch |
| LM-7          | Athena II | 24. září 1999  | Vandenberg     | Ikonos 2                                   | úspěch   |
| LM-1          | Athena I  | 30. září 2001  | Kodiak         | Starshine 3 PICOSat (P97-1) PCSat SAPPHIRE | úspěch   |